# Erzhütten-Wiesenthalerhof
Erzhütten-Wiesenthalerhof ist ein Ortsbezirk und die älteste Stadtrandsiedlung der kreisfreien Großstadt Kaiserslautern in Rheinland-Pfalz. Der Bezirk gehört zur Kaiserslauterer Kernstadt und hat die Bezirksnummer 10.

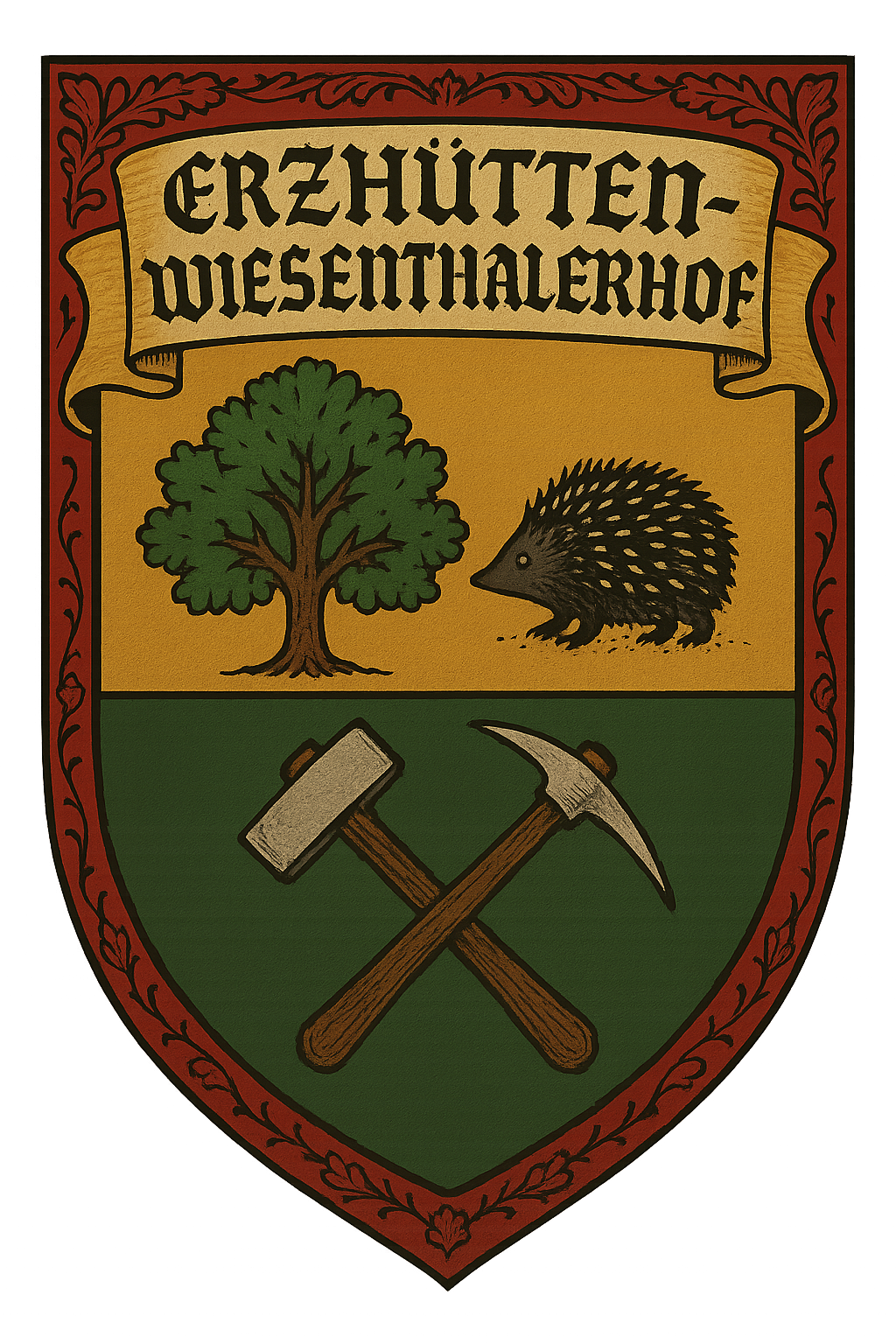
Das historische Wappen zeigt einen Baum, einen Igel sowie Schlägel und Eisen. Der Baum steht für die Napoleon-Eiche, ein Naturdenkmal in Erzhütten-Wiesenthalerhof. Baum und Igel symbolisieren den Pfälzerwald, welcher den Ort umgibt. Schlägel und Eisen stehen für den einstmals erfolgten Eisenerzabbau. Über den Symbolbildern steht "ERZHÜTTEN-WIESENTHALERHOF" geschrieben. Das Wappen ist farblich in zwei Hälften geteilt, getrennt durch einen schwarzen Strich. Baum und Igel befinden sich in der oberen Hälfte vor einem gelben Hintergrund, Schlägel und Eisen im unteren Teil vor einem grünen Hintergrund.

## Geschichte

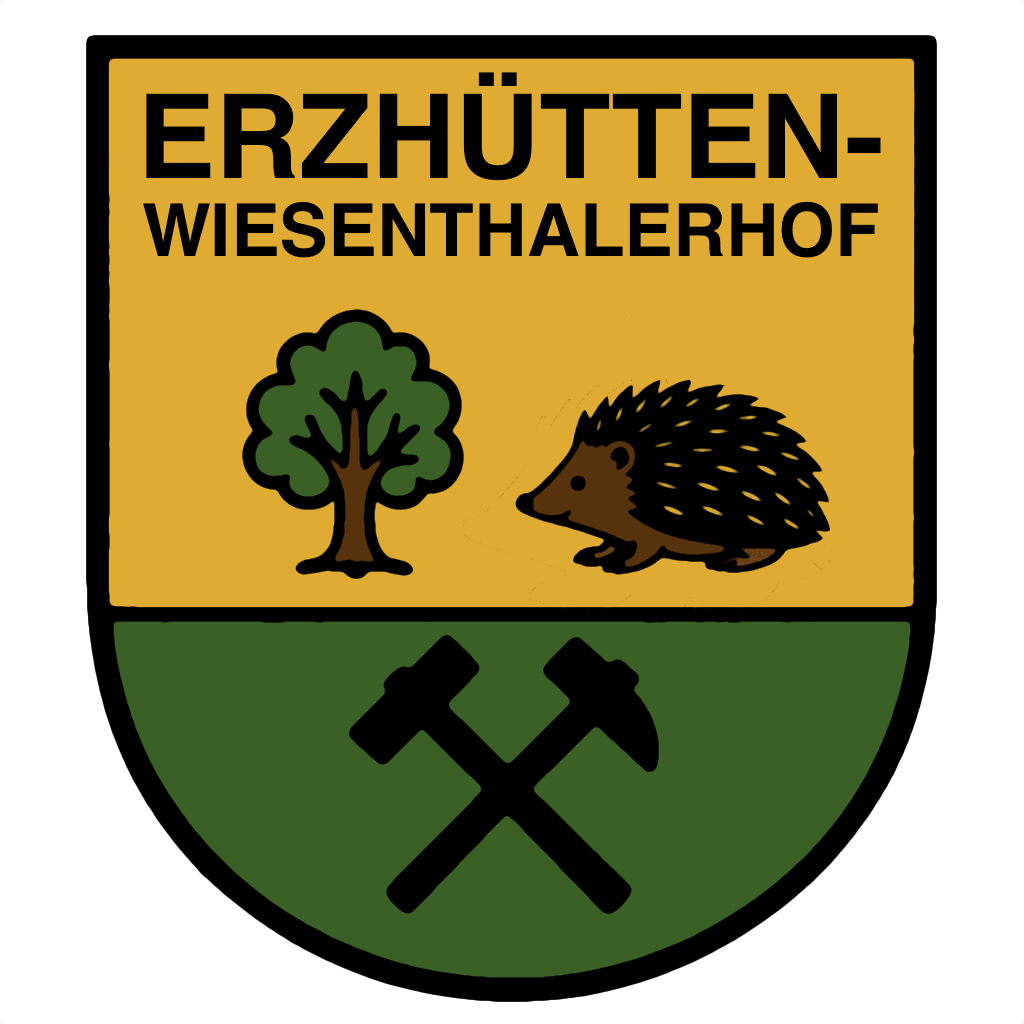
Modernes Wappen Erzhütten-Wiesenthalerhof

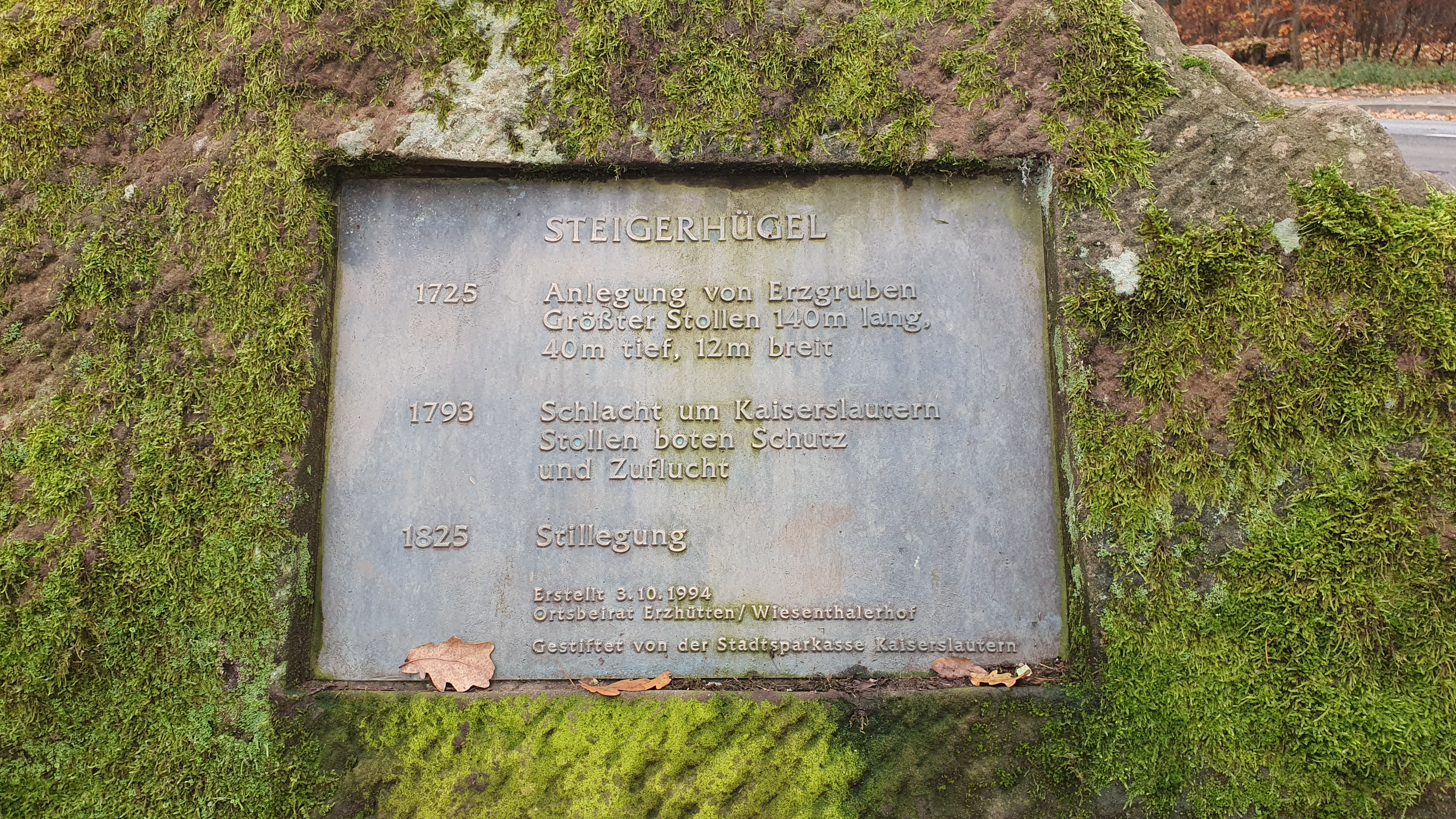
Tafel zur Erinnerung an den Eisenerzabbau in Erzhütten

1711 genehmigte die kurpfälzische Hofkammer dem Oberförster Jakob Weller Bau und Betrieb eines Hofs nördlich des Kaiserwoogs. Dieser stieß bei Grabungen vermehrt auf braunes Gestein zwischen den Buntsandsteinschichten und ließ es vom Besitzer des Hüttenwerkes Trippstadt-Karlstal, Freiherr Ludwig Anton von Hacke, untersuchen. Der positive Befund Eisenerz veranlasste Hacke zu weiteren erfolgreichen Probegrabungen. 1725 wurde unter Leitung des Obersteigers Johann Jacob Diehl der Erzabbau begonnen und ihm und zwei weiteren Steigern wurde ein Jahr später der Bau einfacher Lehmkaten oberhalb des Herrenwiesentals erlaubt. 1726 ist somit die Geburtsstunde der Bergmannssiedlung Erzhütten-Wiesenthalerhof im Reichswald.
1771 verpachtete Hacke sein Trippstadter Eisenwerk an den Hüttenbesitzer Johann Jacob von Gienanth einschließlich des Erzbergwerks „Im Reichswald“. Es folgte die Ansiedlung weiterer Handwerksfamilien und Ausbau der Waldwirtschaft wie der Köhlerei. Im ersten Koalitionskrieg wurde die Siedlung der „Hütterer“ 1793/94 zerstört, wurde aber umgehend wieder aufgebaut und erlebte 1804 mit dem Besuch von Kaiser Napoleon I. auf dem Rütschhof ihren geschichtlichen Höhepunkt.
1829 verkaufte Gienanth sein Bürohaus auf der „Erzhütten“, das fortan als Schulhaus genutzt wurde und das, 1884 und 1901 erweitert, bis heute Grundschule ist. Allerdings zeigt sich im Verkauf auch der Niedergang des Erzabbaus. Die Hütterer fanden Arbeit in den aufstrebenden Fabriken der Textil- und Metallindustrie Kaiserslauterns.

## Politik

### Ortsbeirat
Für den Ortsteil Erzhütten-Wiesenthalerhof wurde ein Ortsbezirk gebildet. Dem Ortsbeirat gehören 15 Beiratsmitglieder an, den Vorsitz im Ortsbeirat führt der direkt gewählte Ortsvorsteher.
Für weitere Informationen zum Ortsbeirat siehe die Ergebnisse der Kommunalwahlen in Kaiserslautern.

### Ortsvorsteher
Der Ortsvorsteher von Erzhütten-Wiesenthalerhof ist Thorsten Peermann (SPD). Er wurde bei der Direktwahl am 26. Mai 2019 mit einem Stimmenanteil von 72,87 % und am 9. Juni 2024 als einziger Bewerber mit 68,2 % jeweils wiedergewählt.

## Leben
Innerhalb des Ortsbezirks existieren unter anderem der Heimatverein Erzhütten-Wiesenthalerhof 2000 e. V., der Männergesangverein und gemischte Chor MGV 1870 Wiesenthalerhof e. V., der Obst- und Gartenbauverein Wiesenthalerhof e. V., der SV Wiesenthalerhof, der 1. Hockey Club Kaiserslautern, die Katholische Kirchengemeinde St. Michael sowie die Protestantische Gustav-Adolf-Kirchengemeinde.